# Christchurch International Airport
Christchurch International Airport (IATA: CHC, ICAO: NZCH) är huvudflygplatsen för Christchurch i Nya Zeeland. Den är belägen 12 kilometer nordväst om staden, i förorten Harewood. Flygplatsen invigdes officiellt den 18 maj 1940 och blev Nya Zeelands första internationella flygplats den 16 december 1950.

### Fotnoter
1. ↑  ”Christchurch Chronology”. Christchurch City Library. http://christchurchcitylibraries.com/Heritage/Chronology/Year/1940.asp. Läst 10 mars 2013.
2. ↑  ”Christchurch Chronology”. Christchurchs stadsbibliotek. http://christchurchcitylibraries.com/Heritage/Chronology/Year/1950.asp. Läst 10 mars 2013.